# Pedro Acosta (futbolista)
Pedro Acosta (Caracas, Venezuela, 28 de noviembre de 1959) es un exfutbolista y entrenador venezolano que actualmente es ojeador de la dirección de scouting de la selección de Venezuela.
Jugaba como defensa y su último equipo fue el Deportivo Galicia de la Primera División de Venezuela.

## Biografía
Hijo de inmigrantes españoles, Pedro Acosta Sánchez nació en la ciudad Caracas el 28 de noviembre de 1959.

## Selección nacional
Con la selección nacional fue partícipe de la primera victoria de Venezuela en eliminatorias a un Mundial de Futbol absoluto de la FIFA, al anotar de cabeza al minuto 25, el único gol del partido ante Bolivia el 15 de marzo de 1981 en el Estadio Olímpico de la Ciudad Universitaria de Caracas.
Además jugó las Copas América de 1979, 1983, 1987, 1989; los premundiales rumbo a España 82, México 86, Italia 90 y los Juegos Olímpicos de Moscú 1980.

### Participaciones en Juegos Olímpicos
| Torneo                   | Sede  | Resultado    |
| ------------------------ | ----- | ------------ |
| Juegos Olímpicos de 1980 | Moscú | Primera fase |

## Clubes

### Como jugador
| Club                   | País      | Año       |
| ---------------------- | --------- | --------- |
| Deportivo Galicia      | Venezuela | 1977-1983 |
| Deportivo Portugués    | Venezuela | 1983-1985 |
| Atlético San Cristóbal | Venezuela | 1985      |
| Marítimo               | Venezuela | 1985-1987 |
| Caracas                | Venezuela | 1987-1989 |
| Marítimo               | Venezuela | 1989-1992 |
| Deportivo Galicia      | Venezuela | 1992-1993 |

### Como entrenador
| Club                                         | País      | Año  |
| -------------------------------------------- | --------- | ---- |
| Hermandad Gallega de Caracas                 | Venezuela | 2014 |
| Universidad Central de Venezuela Fútbol Club | Venezuela | 2020 |